# 문경 김룡사 사료수집
《김룡사 사료수집》(金龍寺 史料蒐集)은 대한민국 경상북도 문경시에 있는 김룡사의 연혁과 건축 관련 기록을 담은 책이다. 2014년 10월 29일 대한민국의 국가등록문화재 제635호로 지정되었다.

## 개요
김룡사의 연혁과 건축 관련 기록 및 각종 불사의 기록까지 매우 상세하게 잘 기록되어 있어, 근대 불교의 기록문화재로서 가치가 높다.
이 책을 통해 김룡사에 대한 사료 확보는 물론, 과거의 사격(寺格)까지 살필 수 있다.

## 같이 보기
- 김룡사

## 참고 자료
- 문경 김룡사 사료수집 - 국가유산청 국가유산포털